# Arandisa deserticola
Arandisa deserticola là một loài nhện trong họ Sparassidae. Chúng thuộc chi đơn loài Arandisa, được George Newbold Lawrence miêu tả năm 1938.